# Эрменгарда Каркассонская

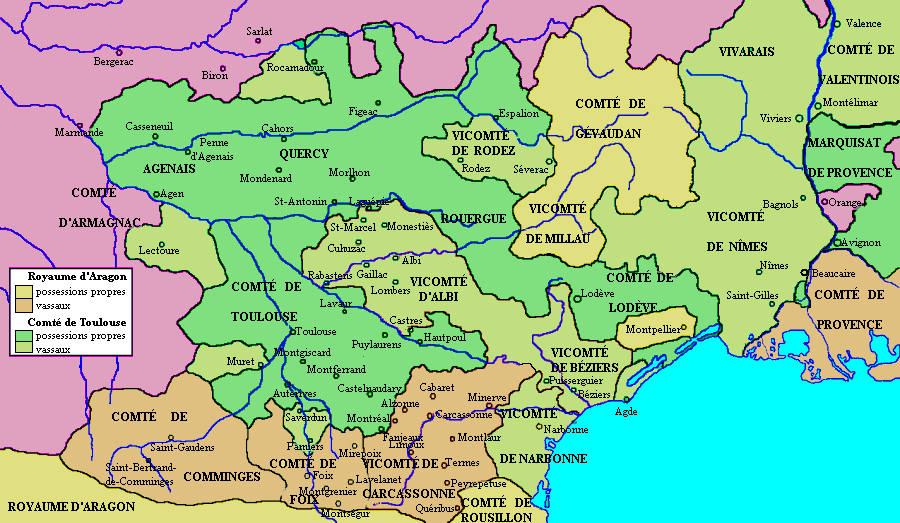
Виконтство Каркассон на карте Окситании (коричневым снизу)

Эрменгарда фр. Ermengarde de Carcassonne (ум. 1099/1101) — графиня Каркассона с 1082 (правила совместно с сыном). Дочь графа Пьера Раймонда и его жены Рангарды.
Не позднее 1062 вышла замуж за виконта Альби и Нима Раймона Бернара Транкавеля (ум. ок. 1074). Единственным (насколько известно) ребенком от этого брака стал Бернар Атон IV Транкавель (ум. 1129).
В 1067 году после смерти брата Эрменгарда предъявила права на отцовские владения — графства Каркассон и Разес, виконтства Безье и Агд. Однако согласно соглашению, заключенному основателями графских домов Каркассона и Фуа, в случае пресечения мужской ветви рода владения переходили представителю другой линии. Женщины от наследования отстранялись.
Поэтому граф Фуа Роже II объявил себя законным наследником своего умершего родственника.
Однако 6 сентября того же года Эрменгарда (заручившись согласием сестры Аделаиды) продала свои права на Каркассон и другие отцовские земли графу Барселоны Раймунду Беренгару II - своему родственнику (внуку Эрмесинды Каркассонской), который и вступил во владение ими.
В 1082 году Раймунд Беренгар II погиб на охоте. Жители Каркассона отказались признать власть его соправителя и наследника Беренгара Раймунда II, которого обвиняли в убийстве брата, и призвали Бернара Атона IV Транкавеля — сына Эрменгарды.
Он стал править Каркассоном, Разесом, Безье и Агдом совместно с матерью.
В 1095 году их права признал и граф Фуа Роже II. Нуждаясь в деньгах для участия в крестовом походе, он заложил Эрменгарде синьории Мирпуа, Лорда и Дон, и объявил её сына наследником на случай своей гибели.
Однако Роже II благополучно вернулся из Святой Земли и имел многочисленное потомство.
Эрменгарда умерла между 1099 и 1101 годами (последний раз упоминается 26.03.1099). После её смерти Бернар Атон IV Транкавель принял титулы виконта Каркассона, Разеса, Безье и Агда, признав себя по этим владениям вассалом графов Барселоны.